# Jennifer Lame
Jennifer Lame là một nhà dựng phim người Mỹ được biết đến với đóng góp cho các bộ phim của đạo diễn Noah Baumbach. Lame được biết đến nhiều nhất với vai trò dựng phim cho Manchester by the Sea, Hereditary, Tenet, và đặc biệt là Oppenheimer - đem về cho cô giải Oscar đầu tiên cho hạng mục Dựng phim xuất sắc nhất.

## Sự nghiệp
Jennifer Lame bắt đầu sự nghiệp dựng phim với Price Check. Cô ấy đã trở thành cộng sự thường xuyên cho các phim điện ảnh của đạo diễn Noah Baumbach, trong đó có Frances Ha, While We're Young, Mistress America, The Meyerowitz Stories  và Câu chuyện hôn nhân. Cô ngoài ra cũng đảm nhiệm vai trò dựng phim cho Paper Towns, Manchester by the Sea, Tyrel, Hereditary, Midsommar, Tenet và Oppenheimer.

## Danh sách phim

### Điện ảnh
| Năm  | Tựa đề                               | Đạo diễn                   | Ghi chú |
| ---- | ------------------------------------ | -------------------------- | --- |
| 2007 | Before the Devil Knows You're Dead   | Sidney Lumet               | Thực tập sinh |
| 2007 | Reservation Road                     | Terry George               | Thực tập sinh |
| 2009 | Sorry, Thanks                        | Dia Sokol Savage           | Trợ lý |
| 2009 | Hình hài dấu yêu                     | Peter Jackson              | Trợ lý thứ hai |
| 2011 | Almost Perfect                       | Bertha Bay-Sa Pan          | Trợ lý |
| 2012 | Price Check                          | Michael Walker             | |
| 2012 | Frances Ha                           | Noah Baumbach              | Lần hợp tác đầu tiên với Noah Baumbach                                                                                     |
| 2014 | While We're Young                    | Noah Baumbach              | Lần hợp tác thứ hai với Noah Baumbach                                                                                      |
| 2015 | Paper Towns                          | Jake Schreier              | Làm việc với Jacob Craycroft                                                                                               |
| 2015 | Mistress America                     | Noah Baumbach              | Lần hợp tác thứ ba với Noah Baumbach                                                                                       |
| 2016 | De Palma                             | Noah Baumbach Jake Paltrow | Dựng phim bổ sung Lần hợp tác thứ tư với Noah Baumbach                                                                     |
| 2016 | Manchester by the Sea                | Kenneth Lonergan           | |
| 2017 | The Meyerowitz Stories               | Noah Baumbach              | Lần hợp tác thứ năm với Noah Baumbach                                                                                      |
| 2018 | Tyrel                                | Sebastián Silva            | |
| 2018 | Hereditary                           | Ari Aster                  | Lần hợp tác thứ đầu tiên với Ari Aster                                                                                     |
| 2019 | Midsommar                            | Ari Aster                  | Dựng phim bổ sung Lần hợp tác thứ hai với Ari Aster                                                                        |
| 2019 | Câu chuyện hôn nhân                  | Noah Baumbach              | Lần hợp tác thứ sáu với Noah Baumbach                                                                                      |
| 2020 | Tenet                                | Christopher Nolan          | Lần hợp tác thứ đầu tiên Christopher Nolan                                                                                 |
| 2021 | Judas and the Black Messiah          | Shaka King                 | Dựng phim bổ sung |
| 2022 | Blonde: Câu chuyện khác về Marilyn   | Andrew Dominik             | Lần hợp tác đầu tiên với Andrew Dominik                                                                                    |
| 2022 | Chiến binh Báo Đen: Wakanda bất diệt | Ryan Coogler               | Đề cử – Giải Black Reel cho Dựng phim xuất sắc nhất Lần hợp tác đầu tiên với Ryan Coogler                                  |
| 2023 | Oppenheimer                          | Christopher Nolan          | Giải Oscar cho Dựng phim xuất sắc nhất. Giải BAFTA cho Dựng phim xuất sắc nhất. Lần hợp tác thứ hai với Christopher Nolan. |

### Truyền hình
| Year | Tựa đề             | Đạo diễn      | Ghi chú                            |
| ---- | ------------------ | ------------- | ---------------------------------- |
| 2005 | The Simple Life    | Jeff Fisher   | Chuyên viên số hoá Tập: "Mortuary" |
| 2008 | Brotherhood        | Nhiều người   | Trợ lý 5 tập                       |
| 2009 | The Philanthropist | Nhiều người   | Trợ lý 7 tập                       |
| 2010 | Rubicon            | Nhiều người   | Trợ lý 5 tập                       |
| 2011 | 30 Rock            | Tricia Brock  | Trợ lý Tập: "Mrs. Donaghy"         |
| 2012 | Smash              | Michael Mayer | Trợ lý Tập: "Pilot"                |